# Алаколь (Каратобинський район)
Алако́ль (каз. Алакөл) — село у складі Каратобинського району Західноказахстанської області Казахстану. Входить до складу Каракульського сільського округу.
Населення — 220 осіб (2021; 288 у 2009, 362 у 1999, 349 у 1989).